# 小行星8005
小行星8005（8005 Albinadubois）是一颗绕太阳运转的小行星，为主小行星带小行星。该小行星于1988年6月16日发现。

## 轨道参数
小行星8005的轨道半长轴为2.5501205 UA，离心率为0.152。